# Kirschpaprika
Als Kirschpaprika werden Chili mit kirschförmigen Früchten bezeichnet.  Er ist eine spezielle Zuchtform der Art Capsicum annuum. Hauptanbaugebiete liegen in Ungarn und Mexiko (dort als Cascabel bezeichnet). Der mexikanische Name stammt vom Wort Rassel, da die Samen der getrockneten Früchte beim Schütteln ein charakteristisches Rasseln erzeugen.
Die meisten Kirschpaprika reifen von grün nach rot. Weniger verbreitet sind gelbe oder braune Früchte. Die Größe der Früchte schwankt zwischen 2 und 5 cm.
In der Küche werden frische Kirschpaprika oft zum Füllen verwendet, zum Teil danach sauer eingelegt. Getrocknete Kirschpaprika dienen als Gewürz zum Schärfen der Speisen, meist mexikanischen oder ungarischen Ursprungs.
Die Schärfe ist auf das in den Früchten enthaltene Capsaicin zurückzuführen. Auf der für die Schärfebestimmung gebräuchlichen Scoville-Skala liegen die Früchte zwischen 1.000 und 5.000 Einheiten. 